# Hilda Sehested
Hilda Sehested (Gudme, 27 de abril de 1858 - Copenhague, 15 de abril de 1936) fue una compositora danesa.

## Biografía
Hilda Sehested nació en Gudma, localidad situada en la isla de Fionia de Dinamarca. Sus padres fueron Niels Frederik Bernhard Sehested (1813–82), arqueólogo, y Charlotte Christine Linde (1819–94). Estudió música con C.F.E. Horneman en Copenhague y posteriormente con Louise Aglaé Massart (1827-1887) en París. Estudió órgano con Ludvig Birkedal-Barfod y composición con Orla Rosenhoff. Comenzó a componer a los 30 años.
La madre de Sehested murió en 1894 y se mudó a Copenhague para vivir con su hermana Thyra. Allí se comprometió con el arqueólogo y director de museo Henry Petersen, pero él murió antes de la boda. Impactada por su muerte, Sehested  trabajó como enfermera durante un tiempo, después como organista de la iglesia, y finalmente volvió a componer. Murió en Copenhague.

## Obras
Sehested escribió varias canciones, composiciones para instrumentos y orquesta y una ópera. Las obras seleccionadas incluyen:
- Piezas de fantasía, 1891
- Sonata para piano, 1896
- Intermezzo para trío con piano, sonata, 1904
- Suite para corneta en B y piano, 1905
- Canciones con piano, 1907
- Agnete and the Merman, ópera, 1914
- Miniaturas para orquesta, 1915
- Rapsodia, 1915
- Cuarteto en sol para cuerdas
- Morceau pathétique para trombón y orquesta, 1923
- Cuatro piezas de fantasía para flauta y piano, 1927

Sus composiciones han sido grabadas y editadas en CD, incluyendo;
- Obras románticas para piano de las compositoras danesas Cathrine Penderup, Nanna Liebmann, Hilda Sehested, Benna Moe (2009) Danacord Records